# الغطاء النباتي الطبيعي المحتمل

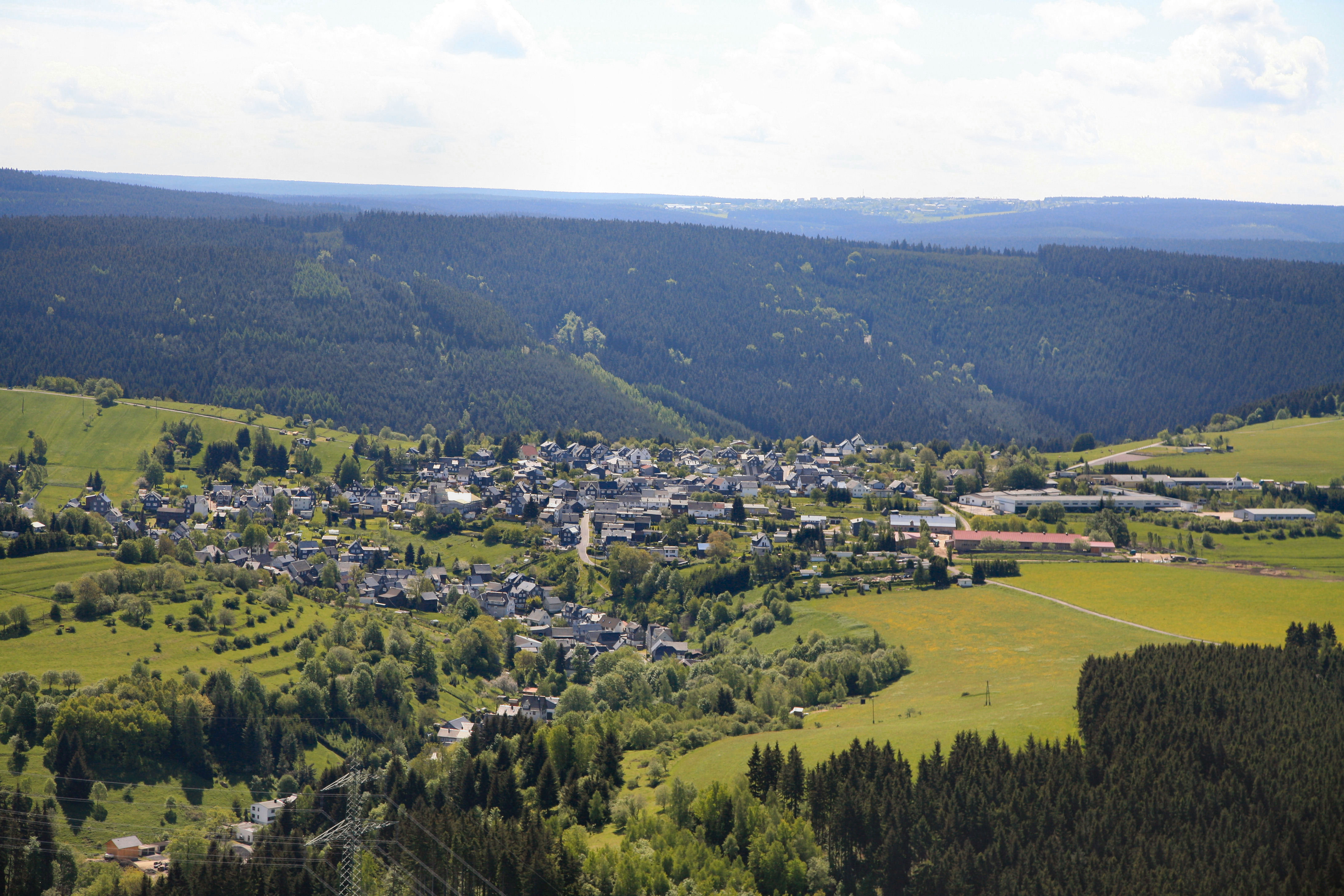

في علم البيئة، الغطاء النباتي الطبيعي المحتمل (PNV) ويعرف أيضًا باسم نباتات كوشلر المحتملة، وهو الغطاء النباتي المتوقع نظرًا للقيود البيئية (المناخ والجيومورفولوجيا والجيولوجيا) دون تدخل بشري أو حدوث خطر.
تم تطوير هذا المفهوم في منتصف خمسينيات القرن الماضي بواسطة عالم النبات النباتي رينولد توكسن وتوسع جزئيًا في مفهوم ذروة الغطاء النباتي.

## تطبيقات ملموسة
يستخدم PNV على نطاق واسع في مشاريع الحفاظ والترميم البيئي الحديثة للتنبؤ بالأنواع الأكثر تكيفًا مع موطن بيئي محدد. اعتبار الأنواع المحلية تتمتع بالمرونة البيئية المثلى لبيئتها الأصلية، وأفضل إمكانات لتعزيز التنوع البيولوجي.
لتحديد الغطاء النباتي «الطبيعي»، يبحث العلماء عن الغطاء النباتي الأصلي للأرض من خلال علم النباتات القديمة.

## آثار
دراسة النظم البيئية السابقة سمحت بإثبات؛ أن العديد من البيئات الحيوية المعاصرة (مثل الغابات السلوفينية «البرية» على سبيل المثال) التي يُفترض أنها لم تمس إلى حد كبير، كانت في الواقع بعيدة جدًا عن نباتاتها الطبيعية. (لا مرجع)
في اليابان أكيرا مياواكي، أثبت بعد الدراسة أنه، تم إدخال «أنواع أصلية» مفترضة منذ فترة طويلة في الواقع بسبب التدخل البشري منذ أكثر من 1000 عام (خاصة، المخروطيات كونها مميزة على أشجارالأوراق المتساقطة). من ناحية أخرى، فإن إعادة التحريج بالأنواع "الأصلية" تعطي نتائج جيدة ومذهلة في كثير من الأحيان. (لا مرجع)
تستخدم خرائط الغطاء النباتي الطبيعي المحتمل  في جميع أنحاء العالم لتحسين فهم النظام البيئي وإدارته. خريطة الولايات المتحدة PNV

## نقد
ومع ذلك، فإن هذا المفهوم لازال يخضع للنقاش،   على أسس مماثلة لنظرية مجتمع الذروة. حيث يجادل النقاد بأن النظم البيئية ليست ثابتة ولكنها ديناميكية بالمطلق: مع تطور الظروف المناخية الحيوية باستمرار، من الوهم تحديد المرحلة النهائية أو المرحلة الأولية للغطاء النباتي.